# 滇藏荨麻
滇藏荨麻（学名：Urtica mairei）为荨麻科荨麻属的植物。分布在缅甸、印度、不丹以及中国大陆的西藏、云南、四川等地，生长于海拔1,500米至3,400米的地区，多生长于林下潮湿处，目前尚未由人工引种栽培。

## 异名
- Urtica mairei Levl. var. oblongifolia C. J. Chen